# Социалистический (Башкортостан)
Социалисти́ческий (баш. Социалистический) — деревня в Иглинском районе Республики Башкортостан Российской Федерации. Входит в состав Надеждинского сельсовета.

## География

### Географическое положение
Расстояние до:
- районного центра (Иглино): 43 км,
- ближайшей ж/д станции (Кудеевка): 5 км.

## Население
| 2002 | 2009 | 2010 |
| ---- | ---- | ---- |
| 38   | ↗39  | ↗46  |

### Национальный состав
Согласно переписи 2002 года, преобладающая национальность — белорусы (55 %).